# Laura Ponte
Laura Ponte Martínez (Vigo, 9 de juny de 1973) és una model espanyola.

## Biografia
Filla de José Manuel Ponte Mittelbrunn (1942), llicenciat en dret, i de la seva esposa Marcela Aurina Martínez Zapico i neta paterna de Magdalena Mittelbrunn Rico, filla del primer matrimoni de José Mittelbrunn Cisneros.
Es va descobrir als 19 anys quan es trobava a Londres estudiant ciències polítiques i poc després va guanyar el prestigiós premi Look of the year organitzat per l'agència Elite. Aquest fet va suposar l'inici d'una reeixida carrera en la qual va arribar a treballar per a algun dels millors dissenyadors del món com Valentino, Ralph Lauren, Hugo Boss o Christian Lacroix i a col·laborar amb diversos dels fotògrafs més destacats dins del sector de la moda com Steven Meisel, Richard Avedon o Mario Testino.
Amb unes mesures de 89-60-89, el 1996 un estudi de la revista Harper's Bazaar la va situar com la tercera model millor pagada del món. Des de 1998 ha ostentat el càrrec d'ambaixadora de la moda gallega.
Després d'abandonar les passarel·les va seguir relacionada amb el món de la moda sent la imatge de conegudes marques com Amichi i Cortefiel i col·laborant amb alguna de les revistes més importants del sector a Espanya com Telva o Elle.
A Segòvia, a La Granja de San Ildefonso el 18 de setembre de 2004 va contreure matrimoni amb Luis Beltrán Alfonso Gómez-Acebo y Borbón, fill de la infanta Pilar de Borbó, duquessa de Badajoz Gran d'Espanya, i nebot del rei, Joan Carles I, i es va convertir des de llavors en una habitual a les pàgines de les revistes de la premsa rosa. Laura va tenir un fill i una filla, Luis Felipe Gómez-Acebo y Ponte (Madrid, 1 de juliol de 2005) i Laura Gómez-Acebo y Ponte (Madrid, 1 de juliol de 2006), i va obtenir el divorci l'any 2011.